# Charles Kambale Mbogha
Charles Kambale Mbogha AA (* 4. November 1942 in Kilubo; † 9. Oktober 2005) war ein römisch-katholischer Erzbischof von Bukavu in der Demokratischen Republik Kongo.

## Leben
Charles Kambale Mbogha empfing am 24. Juli 1969 die Priesterweihe, trat der Ordensgemeinschaft der Assumptionisten bei und legte die Profess 1972 ab. Johannes Paul II. ernannte ihn am 11. Juni 1990 zum Bischof von Wamba.
Die Bischofsweihe spendete ihm der Erzbischof von Kisangani, Laurent Monsengwo Pasinya, am 25. November desselben Jahres; Mitkonsekratoren waren Emmanuel Kataliko, Bischof von Butembo-Beni, und Gustave Olombe Atelumbu Musilamu, Altbischof von Wamba.
Der Papst ernannte ihn am 6. Dezember 1995 zum Bischof von Isiro-Niangara. Der Papst ernannte ihn am 13. März 2001 zum Erzbischof von Bukavu.